# Ministerio de Agricultura (Francia)

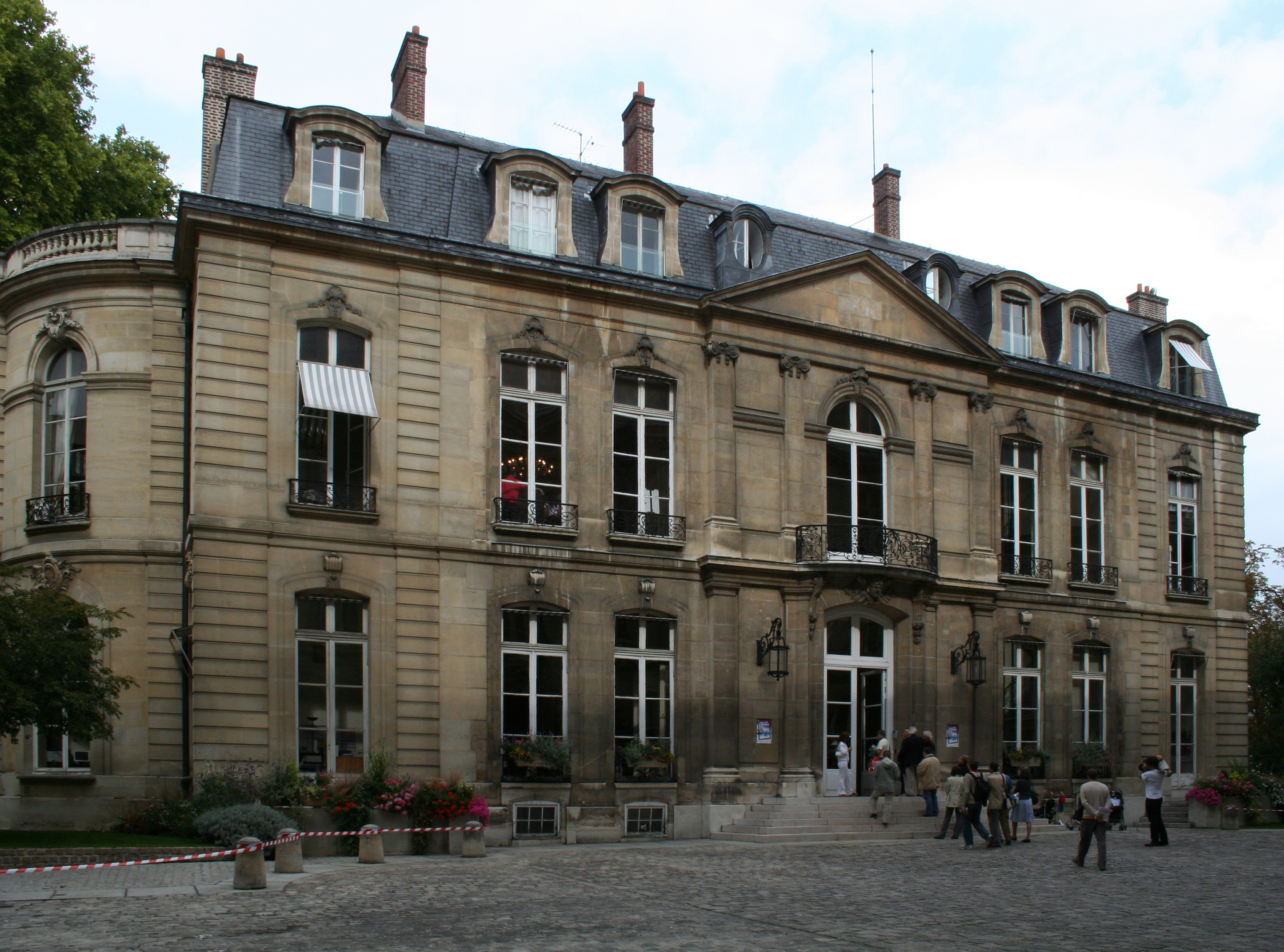
Ministerio de Agricultura.

El Ministerio de Agricultura (Ministère de l'Agriculture en francés) es el ministerio francés encargado de las políticas agrícola, de pesca, de silvicultura y de alimentación. El Ministerio se encuentra ubicado en el hotel de Villeroy, en el número 78, de la calle de Varenne, cerca del Hôtel de Matignon. 
El ministerio de agricultura participa en el desarrollo y aplicación de la política agrícola común de la Unión Europea, con todos sus homólogos europeos.
El Ministerio está muy involucrado en la Estrategia Nacional de Desarrollo Sostenible de Francia.
Desde el 21 de septiembre de 2024, el ministerio está dirigido por Annie Genevard, y su nombre oficial es «Ministerio de Agricultura, de la Soberanía Alimentaria y de Bosques».